# Шафран (чешка неправителствена асоциация)
 Тази статия е за чешката асоциация.  За билката вижте Шафран.  
„Шафран“ (на чешки: sdružení Šafrán) е чешката неправителствена организация на изпълнителите на съвременна фолк музика, основана през 1972 г. Нейни членове са Ярослав Хутка, Владимир Мерта, Властимил Тржешняк, Петър Лутка, Даша Андртова-Вонкова, Владимир Вейт, Ян Буриан, Пепа Нос, Иржи Дедечек и Зузана Хомолова. Формално сдружението престава да съществува през 1978 г, след като част от членовете му, като Ярослав Хутка, Владимир Вейт, Властимил Тржешняк и Иржи Палас, са принудени да емигрират в чужбина. Причината за това е постоянен тормоз от страна на тогавашната Държавна сигурност във връзка с подписването на Харта 77. Единствените „официално“ приети членове на сдружението са Карел Крил (приет в „Шафран“ от Ярослав Хутка и Иржи Палас) и издателят Любомир Хоудек (издателство „Гален“). Концертите на членовете на сдружението са се организирали от Иржи Палас (Jiří Pallas). След като част от тях са принудени да емигрират предимно в Швеция, едноименното издателство „Шафран“ (Šafrán) издава в чужбина няколко албума (LP) с техни песни. Плочите на „Шафран“ са издавани на доброволни начала – с дарения.
Членовете на сдружение „Шафран“ остават в историята като символ на борбата срещу тоталитарната власт в Чехословакия. „Шафран“ издава и плоча (LP) с първата продукция на пиесата на Вацлав Хавел – Audience, където участва Вацлав Хавел в ролята на Ванек и Павел Ландовски в ролята на Сладек. Записът е направен в пражкия бутиков театър на Власта Храмостова (Vlasta Chramostová) „Апартаментът“.
През 2022 г. в пражкия театър „Арха“ е организиран концерт във връзка с 50-годишнината от създаването на музикалната асоциация „Шафран“. В него участват Властимил Тржешняк (Vlasta Třešňák), Владимир Мерта (Vladimír Merta), Даша Вонкова (Dáša Voňková), Ярослав Хутка (Jaroslav Hutka), Зузана Хомолова (Zuzana Homolová) и Петър Лутка (Petr Lutka). Тогава Павел Клусак, организаторът на концерта, пише: Този концерт е уникална възможност за всички онези, които искат да се върнат във времената, когато са е формирала ценностната им система, за тези които искат да се пренесат във времената на забранените концерти, нелегалните записи, пренасянето през граница на плочи със забранена музика, на денонощното препечатване и разпространение на самиздатите, във времената когато търсихме личната свобода.